# Kölburg
Kölburg is een plaats in de Duitse gemeente Monheim, deelstaat Beieren, en telt 130 inwoners (2006).